# Общество Щита Святого Георгия
Общества с символикой Щита Святого Георгия (нем. Sankt Jörgenschild, также St. Jergenschild и St. Georgenschild) — временные корпоративные объединения высшего и низшего дворянства, а также прелатов (в качестве представителей духовных территорий) в средневековой Германии, создававшиеся с целью защиты собственных сословных интересов и направленные как против крупных территориальных князей, имперских городов, так и против других сословий. Их создание стало реакцией на изменявшиеся социально-политические условия, на общее постепенное вытеснение рыцарства из общественной жизни. Общества Щита были распространены, в основном, в южной Германии, в бывшем герцогстве Швабия в период XV—XVI веков.

## История
Первое подобное объединение возникло в 1406 г. вследствие Аппенцелльских войн, когда местное дворянство увидело в действиях восставших покушение на свои основные права, и смогло консолидированно выступить против требовавших больших свобод крестьян и ремесленников.
Также и швабская знать основала своё сообщество Щита в первой трети XV века. Его главой стал Каспар фон Клингенберг (нем. Caspar von Klingenberg, †1439).
Целью, как этих первых, так и последующих союзов Щита объявлялись сохранение земского мира и поддержание ситуации общественного статус-кво: не только среди членов объединения, но и в отношениях с внешним миром. Основным средством достижения этой цели служили судебные разбирательства, но зачастую в ход шли также методы кровной мести и военных выступлений. Необходимость взаимной поддержки привела, в конечном счёте, в образованию рыцарских кантонов: сперва Дунайского, Хегау-Альгойского (плюс Боденское озеро) и Неккар-Шварцвальдского, а впоследствии также Кохерского и Крайхгаусского. Вероятно, главным достоинством Союза Щита Святого Георгия была его организационная структура, которая позволяла, с одной стороны, высшей знати получать поддержку от более многочисленной низшей знати, не вступая с каждым её представителем в специальные договорные отношения, а с другой стороны и мелкопоместное рыцарство могло более эффективно защищать свои права и разрешать споры.
Политический потенциал такого рода союзов, представлявших, кроме прочего, значительную военную мощь, в XV веке пытались привлечь на свою сторону короли, князья и города. Самым успешным в этом смысле оказалось основание Швабского союза в 1488 году, организационная структура которого во многом базировалась на Союзе Щита Святого Георгия; и часть членов Союза Щита принадлежала поначалу к активнейшим членам Швабского союза. При этом была частично перенята и символика Союза Щита.
С 40-х годов XVI века интересы высшего и низшего дворянства вновь разошлись: в то время как в ходе имперской реформы высшее дворянство и прелаты получили статус имперских сословий, простые рыцари, чтобы избежать полного подчинения владетельным князьям, были вынуждены объединиться в имперское рыцарство, непосредственно подчинявшееся императору.